# Andris Nelsons
Andris Nelsons (ur. 18 listopada 1978 w Rydze) – łotewski dyrygent.

## Życiorys
Pochodzi z rodziny muzycznej. Przed rozpoczęciem studiów dyrygenckich był trębaczem w orkiestrze Łotewskiej Opery Narodowej. W latach 2003–2007 pełnił funkcję dyrektora muzycznego Łotewskiej Opery Narodowej, natomiast w latach 2008–2015 był dyrektorem muzycznym Orkiestry Symfonicznej Miasta Birmingham.
Od 2014 jest dyrektorem muzycznym Bostońskiej Orkiestry Symfonicznej, a od 2018 również Orkiestry Gewandhaus w Lipsku.
Odznaczony łotewskim Orderem Trzech Gwiazd II Klasy (2016).
1 stycznia 2020 poprowadził Koncert Noworoczny Filharmoników Wiedeńskich.